# Commission des archives diplomatiques
La Commission des archives diplomatiques est une institution française créée par décret présidentiel du 21 février 1874 pour archiver et restituer toutes les dimensions d'une mémoire collective alimentée à flux permanent par les papiers d'États.
Elle est présidée traditionnellement par le ministre des Affaires étrangères et dirigée par un vice-président, que nomme par décret le Premier ministre. Son secrétaire est ordinairement choisi parmi les conservateurs d'archives en activité aux Archives diplomatiques.
Elle a fusionné en 2004 avec la Commission pour la publication des documents diplomatiques français puis a été supprimée en 2013,,.